# Off the Wall
Off the Wall és el cinquè àlbum d'estudi solista de Michael Jackson editat en 1979. Amb al voltant de 20 milions de còpies venudes a tot el món, és un dels 100 discs més venuts de la història i una fita imprescindible de la música disco. Produït per Quincy Jones, suposa per a Jackson l'haver aconseguit aquest cert grau de maduresa que permet certes extravagàncies. Off the Wall va ser llançat a la venda el mes en que Jackson va complir 21 anys, i no gaire temps més tard, la revista Rolling Stone ho va incloure entre els 100 discos més venuts de la dècada dels anys 1970.
Quatre són els temes signats per Jackson en aquest àlbum, dels quals el primer senzill, «Don't Stop 'Til You Get Enough», va obtenir un èxit als Estats Units i en el Regne Unit. Amb aquest tema, Jackson va guanyar el seu primer Grammy en la categoria de millor interpretació vocal de R&B masculina. Stevie Wonder li va oferir a Jackson el tema «I Can't Help It» i Paul McCartney la cançó «Girlfriend». Rod Temperton, el lletrista que més tard col·laboraria en l'àlbum Thriller, va oferir en aquesta ocasió «Rock with You», que va aconseguir el número u als Estats Units, o el tema que dona títol al disc, «Off the Wall». Una altra de les cançons, «She's Out of My Life», va ser interpretada per Jackson gairebé sempre en les seves gires. Un altre tema que va aconseguir una popularitat notable sense haver estat llançat com a senzill va ser «Workin' Day and Night», que Jackson també va incloure en moltes de les seves gires.
A diferència dels discos previs i posteriors al mateix, Off the Wall conté un so molt més soul i s'aproxima més a les melodies de música negra, però també hi ha funk i disc. Es van gravar tres vídeos musicals amb la finalitat de promocionar el material: «Don't Stop 'Til You Get Enough», «She's Out of My Life» i «Rock with You», dels quals els dos primers serien inclosos en diverses compilacions de grans èxits de l'artista, especialment en Number Ones, un disc que recopila tots els seus nombres un.
El disc va ser reeditat el 16 d'octubre de 2001, sota el nom de Off the Wall: Special Edition, com es va fer amb els seus dos discos posteriors, Thriller i Bad. En aquesta ocasió, es va incloure un nou llibret que incloïa totes les lletres de les cançons (exceptuant les de la nova edició). Hi ha diverses entrevistes cap al productor del disc, Quincy Jones, i al compositor Rod Temperton, i es van agregar dues cançons més a aquesta edició: les demos corresponents a «Don't Stop 'Til You Get Enough» i «Workin' Day and Night». A l'octubre de 2009 es va publicar una versió demo de «She's Out of My Life» (1978), que es va incloure en el segon disc dels temes inèdits de l'àlbum <i>This Is It</i>. cal destacar que aquesta versió és totalment diferent a l'original, ja que en el demo es pot percebre que Jackson és acompanyat amb un solo de guitarra.

## Antecedents
A partir de 1972, Michael Jackson va llançar un total de quatre àlbums d'estudi en solitari amb Motown, entre ells Got to Be There i Ben. Aquests van ser llançats com a part de la llicència de Jackson 5, i van produir els senzills «Got to Be There», «Ben» i una nova versió de Bobby Day «Rockin' Robin». Les vendes de Jackson 5, no obstant això, van començar a declinar en 1973, i els membres de la banda irritats sota la negativa i estricta actitud de Motown per permetre'ls el control creatiu o l'entrada. Tot i que el grup va obtenir varis dels 40 millors èxits, incloent el disc en el top 5 "Dancing Machine" i el top 20 "I Am Love", The Jackson 5 (menys Jermaine Jackson) van deixar Motown en 1975. Jackson 5 va signar un nou contracte amb CBS Records al juny de 1975, primer unint-se a la divisió de Filadèlfia Records Internacional i Epic Records. Com a resultat dels procediments legals, el grup va haver de canviar el nom, The Jacksons. Després del canvi de nom, la banda va continuar la seva gira internacional, llançant sis àlbums més entre 1976 i 1984. Durant aquest període, Michael Jackson va ser el compositor principal del grup, escrivint i co-escrivint èxits com «Shake Your Bodi Ground», «This Place Hotel» i «Can You Feel It».
En 1978, Jackson va fer el paper d'espantaocells en la pel·lícula musical The Wiz. Les partitures musicals van ser arreglades per Quincy Jones, que va formar una societat amb Jackson durant la producció de la pel·lícula i va acordar produir l'àlbum en solitari del cantant, Off the Wall. Jackson es va dedicar al paper i va veure videos de gaseles, guepards i panteres per aprendre moviments graciosos de la seva part. Jones va recordar treballar amb Jackson com una de les seves experiències favorites de The Wiz, i va parlar de la dedicació de Jackson al seu paper, comparant el seu estil d'actuació amb Sammy Davis Jr. La pel·lícula va obtenir ressenyes negatives en la seva estrena a l'octubre de 1978. L'actuació de Jackson com a Espantaocells va ser un dels únics elements positius de la pel·lícula, i els crítics van assenyalar que Jackson posseïa «talent genuí» i «va proporcionar els únics moments realment memorables». Dels resultats de la pel·lícula, Jackson va declarar: «No crec que pogués haver estat millor, realment no». En 1980, Jackson va declarar que el seu temps treballant en The Wiz «va ser la meva major experiència fins ara ... mai oblidaré això».

## Recepció crítica
Off the Wall va ser aclamat com un gran avanç per a Jackson i va obtenir elogis de les principals publicacions musicals. En una ressenya de l'àlbum en 1979, Stephen Holden de Rolling Stone va elogiar la maduresa del cantant i la seva transició del seu material anterior de Motown, i va qualificar a l'àlbum com un «aparador sofisticat i hàbil de R&B-pop amb una definida inclinació a la música disco». Holden va comparar a Jackson amb Stevie Wonder, un altre artista de Motown que va començar a gravar a una edat primerenca i va obtenir una aclamació crítica per la seva transició.
A The Village Voice, Robert Christgau ho va aclamar com «el ritme dance de l'any» i va declarar que els estils vocals de Jackson eren un recordatori que havia crescut. En una revisió per Melody Maker, Phil McNeill va expressar que a Off the Wall, Jackson sonava còmode, segur i en control. Va creure que «Don't Stop 'Til You Get Enough» va tenir una introducció «elegant» i que era la millor cançó de l'àlbum, com així també va descriure a «Rock with You» com a «magistral». El crític va coincidir amb un col·lega que Jackson era «probablement el millor cantant del món en aquest moment en termes d'estil i tècnica». Per Smash Hits, David Hepworth va dir que Jackson «canta com un àngel». Sounds va compartir aquesta opinió i va qualificar la seva veu com «sorprenentment àgil».
En 1980, Jackson va guanyar tres premis en els American Music Awards. Aquest any, també va guanyar els <i id="mwmQ">Billboard</i> Music Awards per millor artista negre i millor àlbum negre i el Grammy per millor interpretació masculina de R&B masculí. Malgrat el seu èxit comercial, Jackson va sentir que el disc va haver d'haver tingut un impacte molt major, i estava decidit a superar les expectatives amb el seu proper llançament. En particular, estava decebut per haver guanyat sol un sol Grammy en l'edició de 1980, i va declarar que «va ser totalment injust que no hagi obtingut l'enregistrament de l'any i que mai torni a succeir».[cita 

## Llista de cançons
| Nº  | Títol                          | Escriptor(s)                     | Durada |
| --- | ------------------------------ | -------------------------------- | ------ |
| 1.  | Don't Stop 'Til You Get Enough | Michael Jackson                  | 6:05   |
| 2.  | Rock with You                  | Rod Temperton                    | 3:40   |
| 3.  | Workin' Day and Night          | Michael Jackson                  | 5:14   |
| 4.  | Get on the Floor               | Michael Jackson, Louis Johnson   | 4:39   |
| 5.  | Off the Wall                   | Rod Temperton                    | 4:05   |
| 6.  | Girlfriend                     | Paul McCartney                   | 3:05   |
| 7.  | She's Out of My Life           | Tom Bahler                       | 3:37   |
| 8.  | I Can't Help It                | Stevie Wonder, Susaye Greene     | 4:29   |
| 9.  | It's the Falling in Love       | Carole Bayer Sager, David Foster | 3:48   |
| 10. | Burn This Disco Out            | Rod Temperton                    | 3:41   |

| Nº  | Títol                                                      | Escriptor(s)    | Durada |
| --- | ---------------------------------------------------------- | --------------- | ------ |
| 11. | «Quincy Jones Interview #1»                                |                 | 0:37   |
| 12. | «Introduction to Don't Stop 'Til You Get Enough Demo»      |                 | 0:13   |
| 13. | «Don't Stop 'Til You Get Enough (Original Demo from 1978)» | Michael Jackson | 4:48   |
| 14. | «Quincy Jones Interview #2»                                |                 | 0:30   |
| 15. | «Introduction to Workin' Day and Night Demo»               |                 | 0:10   |
| 16. | «Workin' Day and Night (Original Demo from 1978)»          | Michael Jackson | 4:19   |
| 17. | «Quincy Jones Interview #3»                                |                 | 0:48   |
| 18. | «Rod Temperton Interview»                                  |                 | 4:57   |
| 19. | «Quincy Jones Interview #4»                                |                 | 1:32   |